# Izrael Poznański
Pour les articles homonymes, voir Poznanski.
Izrael Kalmanowicz Poznański (Aleksandrów Łódzki, 25 août 1833  — Łódź, 28 avril 1900) était un homme d'affaires et un industriel juif polonais établi à Łódź, dans la partie de la Pologne alors sous domination russe.

## Biographie
Son père, Kalman Poznański, de condition modeste, s'installa dans la vieille ville de Łódź en 1834, il y tenait un simple stand d'articles de cuir et de textiles. Après avoir terminé ses études secondaires, Izrael commença donc sa fulgurante ascension sociale à partir de zéro, comme vendeur ambulant. On dit plus tard qu'il ne disposait à l'époque que d'une vieille charrette tirée par des chiens, n'ayant pas les moyens de se payer un cheval. Peu à peu, il parvint à se hisser parmi les entrepreneurs les plus éminents de cette partie de la Pologne alors sous domination russe, se constituant un véritable empire industriel qui employait à la fin du XIXe siècle plusieurs milliers de salariés dans ses manufactures de coton.
Il acquit progressivement une réputation de grand patron philanthrope : au début peu soucieux du bien-être et de la sécurité de son personnel (on déplora durant des années les accidents à répétition qui survinrent dans ses usines et qui coûtèrent la vie à bon nombre d'ouvriers), il entreprit à la fin de sa vie de s'engager dans des actions caritatives et fit construire des orphelinats, des écoles et des hôpitaux pour les pauvres.
Avec Ludwig Geyer et Karol Scheibler, les deux autres "rois du coton", Poznański était devenu le fabricant le plus important de Łódź, une ville à l'époque fortement industrialisée et multi-culturelle, surtout peuplée de Polonais (catholiques et juifs) et d'Allemands (protestants) et dont les milieux bourgeois furent fort bien dépeints dans le roman de Władysław Reymont intitulé La Terre promise (Ziemia Obiecana), adapté plus tard pour le cinéma par Andrzej Wajda.
Poznański a laissé à Łódź un important patrimoine industriel qui constitue un ensemble architectural unique, ayant survécu aux deux guerres mondiales. Les sites reliés à sa mémoire sont d'ailleurs parmi les plus remarquables de la ville : on peut citer les énormes bâtiments industriels de la rue Ogrodowa, aujourd'hui totalement rénovés et devenus le centre commercial, de services et divertissements appelé "Manufaktura", le Palais Poznański tout proche, aujourd'hui transformé en musée (et abritant une importante exposition sur Arthur Rubinstein) et son tombeau de marbre, dans le cimetière juif — le plus grand cimetière israélite d'Europe — dont le style et l'envergure tranchent fortement avec la tradition juive qui interdit toute forme d'ostentation pour les funérailles et les tombeaux.

## Galerie

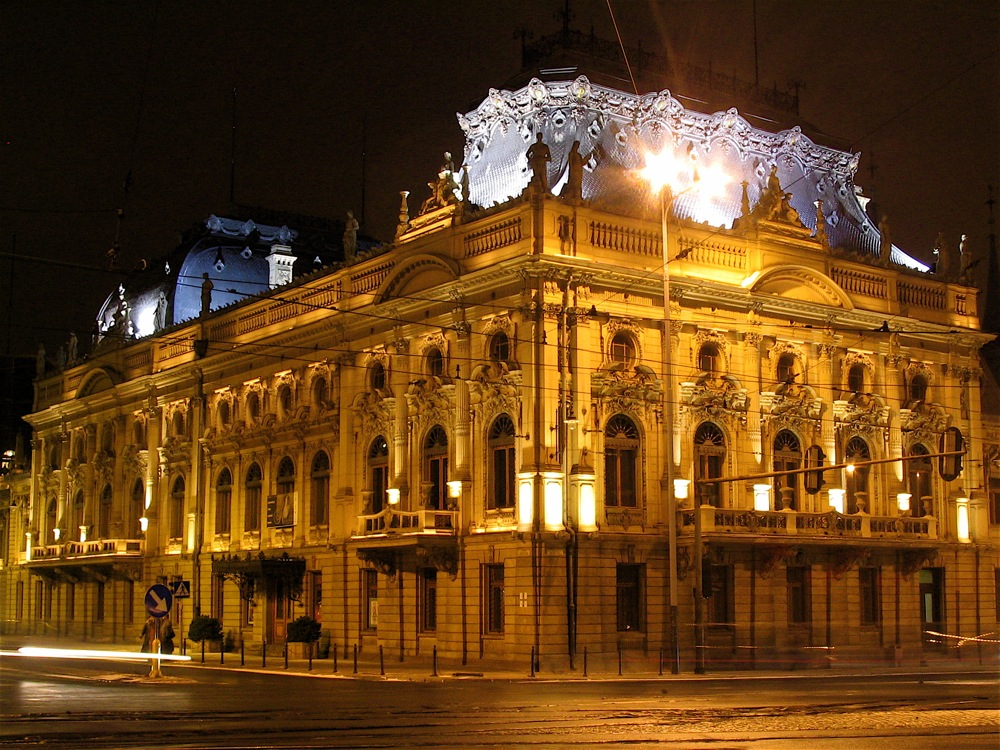
Palais Poznański
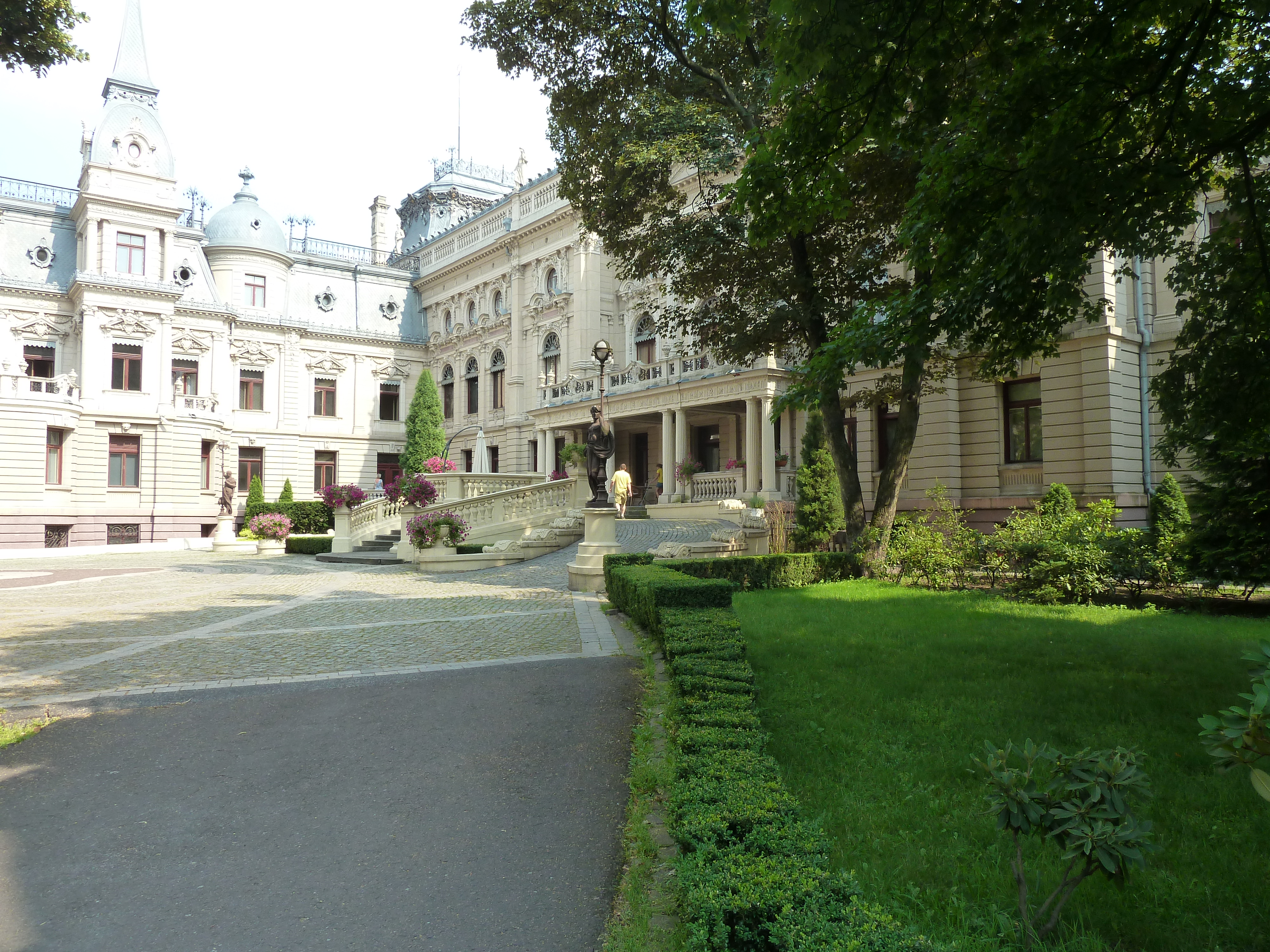
Palais Poznanski, cour intérieure
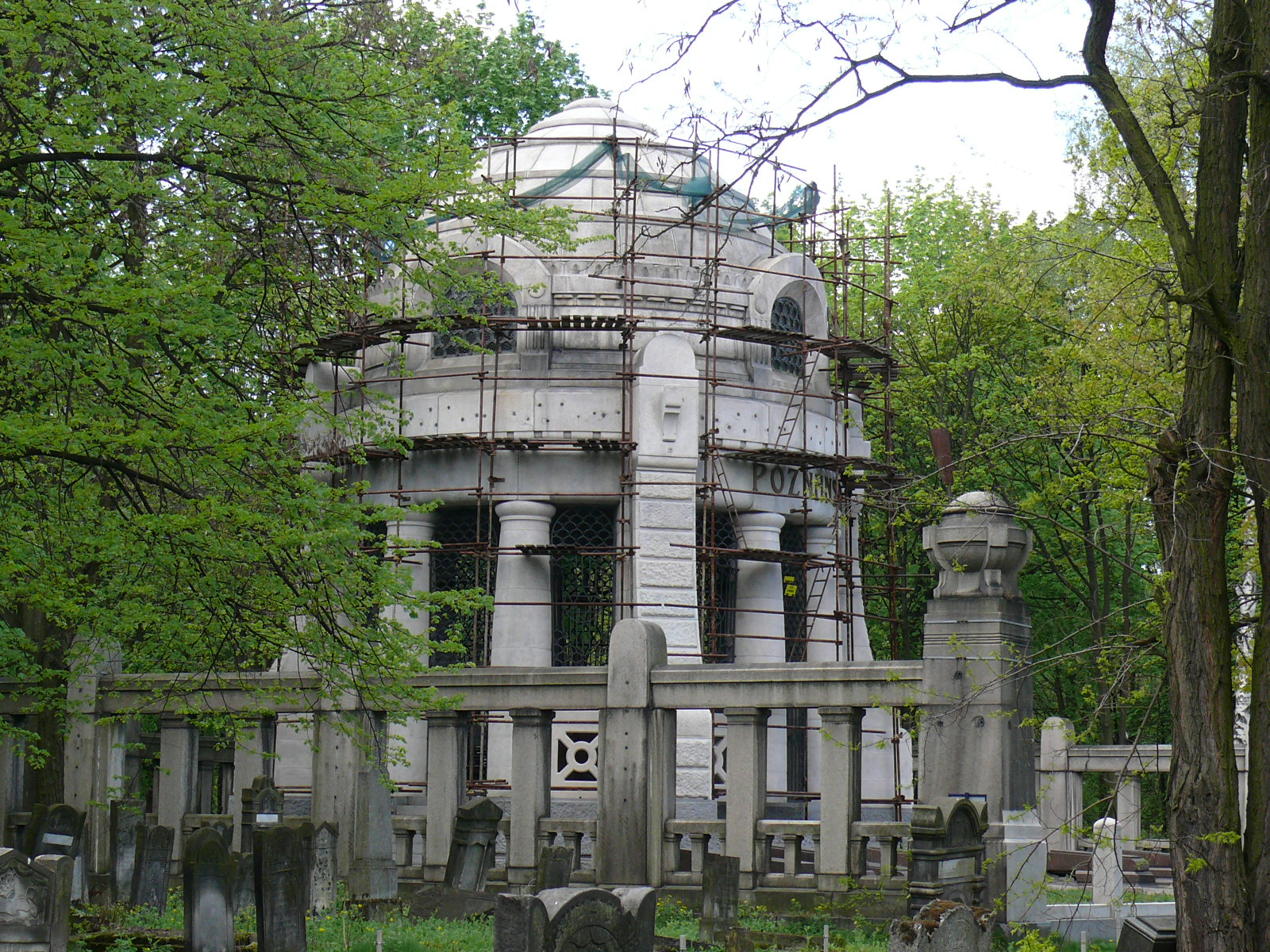
Mausolée Izrael Poznański, plus grand monument funéraire individuel juif au monde